# Мольїна
Мольїна (ісп. Mollina) — муніципалітет в Іспанії, у складі автономної спільноти Андалусія, у провінції Малага. Населення — 5274 особи (2010).
Муніципалітет розташований на відстані близько 380 км на південь від Мадрида, 48 км на північний захід від Малаги.

## Демографія
Динаміка населення (INE ):

## Галерея зображень

Розташування муніципалітету у провінції Малага